# Nitijeļā
La Nitijeļā è il parlamento delle Isole Marshall. Tale organo, unicamerale, conta 33 membri, eletti con suffragio universale da tutti i cittadini di età maggiore di 18 anni in 19 collegi uninominali e 5 collegi plurinominali (con un numero di eletti che va da due a cinque), con un mandato della durata di 4 anni.
Nelle Isole Marshall le elezioni sono ufficialmente apartitiche, sebbene la maggior parte dei membri della Nitijeļā sia comunque associato con uno dei quattro partiti politici esistenti nel paese: l'Aelon Kein Ad (AKA) (che in marshallese significa letteralmente: "Nostre isole"), il Kien Eo Am (KEA) (in marshallese: "Il tuo governo"), lo United People's Party (UPP) (in inglese: "Partito del Popolo Unito") e lo United Democratic Party (UDP) (in inglese "Partito dei Democratici Uniti"). Va comunque detto che quelli delle Isole Marshall non sono partiti politici veri e propri ma sono invece qualcosa di più simile a raggruppamenti, mancando sia di un quartier generale che di una struttura gerarchica interna.

## Presidenti
| Nome             | Periodo                          |
| ---------------- | -------------------------------- |
| Atlan Anien      | 1975 – 1988                      |
| Kessai Note      | 1988 – 10 gennaio 2000           |
| Litokwa Tomeing  | 10 gennaio 2000 – 2007           |
| Jurelang Zedkaia | 7 gennaio 2008 – 26 ottobre 2009 |
| Alvin Jacklick   | 2 novembre 2009 – 7 gennaio 2012 |
| Donald Capelle   | 7 gennaio 2012 – 4 gennaio 2016  |
| Kenneth Kedi     | 4 gennaio 2016 – presente        |

## Membri della Nitijeļā
I ventiquattro distretti elettorali in cui il paese è suddiviso corrispondono a isole e atolli abitati. Le ultime elezioni generali si sono tenute il 15 novembre 2015 e, sebbene, come detto, le elezioni siano apartitiche, si può dire che la vittoria sia andata al KEA, data l'elezione di 23 senatori ad esso vicini. Queste ultime elezioni hanno anche segnato un record per quanto riguarda il numero di donne elette, che in questa tornata elettorale sono state tre.
I membri della Nitijeļā, ordinati secondo i distretto di elezione, ad oggi sono:
- Ailinglaplap — Christopher Loeak (AKA), Alfred Alfred, Jr. (KEA)
- Ailuk — Maynard Alfred (KEA)
- Arno — Jejwarick Anton (KEA),  Mike Halferty (Ind.)
- Aur — Hilda Heine (Ind.)
- Ebon — John M. Silk (KEA)
- Enewetak — Jack Ading (AKA)
- Jabat — Kessai Note (UDP)
- Jaluit — Casten Nemra (Ind.), Daisy Alik Momotaro (Ind.)
- Kili — Eldon H. Note (UDP)
- Kwajalein — Michael Kabua (AKA),  David Paul (KEA), Alvin Jacklick (KEA)
- Lae — Thomas Heine (AKA)
- Lib — Jerakoj Jerry Bejang (AKA)
- Likiep — Leander Leander, Jr. (AKA)
- Majuro — Sherwood Tibon (KEA),  David Kramer (KEA),  Brenson S. Wase (KEA), Anthony Muller (KEA), Kalani Kaneko (KEA)
- Maloelap — Bruce Bilimon (AKA)
- Mejit — Dennis Momotaro (UPP)
- Mili — Wilbur Heine (AKA)
- Namorik — Mattlan Zackhras (UDP)
- Namu — Tony Aiseia (AKA)
- Rongelap — Kenneth Kedi (KEA)
- Ujae — Atbi Riklon (AKA)
- Utirik — Amenta Matthew (KEA)
- Wotho — David Kabua (AKA)
- Wotje — Litokwa Tomeing (UPP)